# Castelo do Neiva
Pour les articles homonymes, voir Neiva (homonymie).
Castelo do Neiva est une paroisse civile portugaise (en portugais : freguesia) de la municipalité de Viana do Castelo, dans le district de Viana do Castelo.
Lors du recensement de 2021, Castelo do Neiva compte 2 719 habitants.